# 飛ぶ教室 (映画)
『飛ぶ教室』（独: Das fliegende Klassenzimmer、英: The Flying Classroom）は、2003年公開のドイツ映画。エーリッヒ・ケストナーの児童文学『飛ぶ教室』の映画化作品。

## ストーリー
ドイツのライプツィヒの少年合唱団で有名な聖トーマス校の寄宿舎に入ることになった、少年ヨナタン。しかし彼には寄宿学校を6つも替え、いずれも逃げ出したという前歴があった。今度こそは、とヨナタンの養父である「船長」と約束したが、やはりここも長くはいられないと感じるヨナタン。しかし、合唱団の指揮者であるベク‘正義’先生は優しくとても理解がある先生で、ルームメイトのマルティン、マッツ、ウリー、セバスティアンの4人たちとも意気投合し、次第にヨナタンはここが大好きになった。しかし、この学校には優等生であるマルティン等の「寄宿生」とモナをはじめとする「通学生」との抗争があり、新入生であるヨナタンもいろいろな事件に巻き込まれ……。

## キャスト
| 役名             | 俳優                               | 日本語吹替 |
| ---------------- | ---------------------------------- | ---------- |
| ベク先生         | ウルリッヒ・ネーテン               | 鳥畑洋人   |
| ローベルト       | セバスチャン・コッホ               | 諸角憲一   |
| クロイツカム校長 | ピート・クロッケ                   | 山門久美   |
| カトリン先生     | アーニャ・クリング                 |            |
| ヨナタン         | ハウケ・ディーカンフ               | 岡村明美   |
| マルティン       | フィリップ・ペータース＝アーノルズ | 大野エリ   |
| マッツ           | フレデリック・ラウ                 | 梅田貴公美 |
| ウリー           | ハンス・ブロイヒ・ヴトケ           | 小林由美子 |
| セバスティアン   | フランソワ・ゲシュケ               |            |
| モナ             | テレザ・フィルスマイアー           | 葛谷知花   |

- その他の声の吹き替え：佐々木睦／鶴博幸／伊藤亜矢子／金澤美紀子／黒河奈美／MAI／浦山迅／大久保利洋／白石充

## スタッフ
- 監督：トミー・ヴィガント
- プロデューサー：ウッシー・ライヒ、ペーター・ツェンク
- 音楽：ニキ・ライザー